# Ouhans
Ouhans é uma comuna francesa na região administrativa de Borgonha-Franco-Condado, no departamento de Doubs. Estende-se por uma área de 15,85 km². Em 2010 a comuna tinha 384 habitantes (densidade: 24,2 hab./km²).